# Vindobona
Vindobona var et keltisk beboelsesområde og senere en romersk militærlejr beliggende i det nuværende Wien. Omkring år 15 f.kr. blev kongeriget Noricum indlemmet i det romerske rige og floden Donau blev i den forbindelse grænse for imperiet. Derfor anlagde romerne fæstningsanlæg og militærlejre på bredden ved Donau og hermed blev Vindobona udbygget betydeligt.
48°12′39″N 16°22′13″Ø / 48.2108°N 16.3703°Ø